# Skånska hembageriet
Skånska hembageriet eller "Skånskan" är ett klassiskt bageri/konditori beläget på Bankgatan 1 respektive Storgatan 40 i Halmstad. Den ursprungliga lokalen på Bankgatan är belägen i ett gammalt korsvirkeshus från 1700-talet. Bageriet grundades 1930 och Skånskan har också en egen chokladverkstad sedan 1960-talet.